# 埃格灵
埃格灵（德語：Egling，發音：[ˈeːɡlɪŋ]）是德国巴伐利亚州上巴伐利亚行政区巴特特尔茨-沃尔夫拉茨豪森县的市镇，面积74.05平方千米，2023年12月31日人口为5,430人。